# Magyarország az 1991-es atlétikai világbajnokságon
Magyarország a japán Tokióban megrendezett 1991-es atlétikai világbajnokság egyik részt vevő nemzete volt. Az ország a világbajnokságon 24 sportolóval képviseltette magát, akik összesen két érmet szereztek

## Érmesek
| Érem      | Versenyző      | Versenyszám   | Dátum         |
| --------- | -------------- | ------------- | ------------- |
| Ezüstérem | Bagyula István | Rúdugrás      | augusztus 29. |
| Bronzérem | Horváth Attila | Diszkoszvetés | augusztus 27. |

## Eredmények

### Férfi
| Versenyző      | Versenyszám     | Selejtező | Selejtező | Selejtező | Előfutam | Előfutam | Előfutam | Elődöntő | Elődöntő | Elődöntő | Döntő    | Döntő    |
| Versenyző      | Versenyszám     | Idő       | Hely.     | Össz.     | Idő      | Hely.    | Össz.    | Idő      | Hely.    | Össz.    | Idő      | Helyezés |
| -------------- | --------------- | --------- | --------- | --------- | -------- | -------- | -------- | -------- | -------- | -------- | -------- | -------- |
| Kovács Attila  | 100 m           | 10,39     | 4.        | 21.       | 10,23    | 7.       | 15.      | kiesett. | kiesett. | kiesett. | kiesett. | kiesett. |
| Kovács Attila  | 200 m           | 21,55     | 5.        | 42.       | kiesett. | kiesett. | kiesett. | kiesett. | kiesett. | kiesett. | kiesett. | kiesett. |
| Molnár Tamás   | 400 m           | 46,64     | 4.        | 27.       | 46,47    | 7.       | 25.      | kiesett. | kiesett. | kiesett. | kiesett. | kiesett. |
| Káldy Zoltán   | 10 000 m        |           |           |           | 29:00,89 | 14.      | 26.      |          |          |          | kiesett  | kiesett  |
| Markó Gábor    | 3000 m akadály  |           |           |           | 8:27,53  | 3.       | 8.       |          |          |          | 9:11,53  | 15.      |
| Urbanik Sándor | 20 km gyaloglás |           |           |           |          |          |          |          |          |          | 1:21:57  | 14.      |
| Dudás Gyula    | 20 km gyaloglás |           |           |           |          |          |          |          |          |          | 1:25:52  | 28.      |
| Dudás Gyula    | 50 km gyaloglás |           |           |           |          |          |          |          |          |          | 4:14:23  | 14.      |

| Versenyző      | Versenyszám   | Selejtező | Selejtező | Döntő    | Döntő     |
| Versenyző      | Versenyszám   | Eredmény  | Helyezés  | Eredmény | Helyezés  |
| -------------- | ------------- | --------- | --------- | -------- | --------- |
| Bagyula István | Rúdugrás      | 550 cm    |           | 590 cm   | Ezüstérem |
| Almási Csaba   | Távolugrás    | 762 cm    | 31.       | kiesett  | kiesett   |
| Horváth Attila | Diszkoszvetés | 64,54 m   | 3.        | 65,32 m  | Bronzérem |
| Ficsor József  | Diszkoszvetés | 59,98 m   | 23.       | kiesett  | kiesett   |
| Gécsek Tibor   | Kalapácsvetés | 75,68 m   | 4.        | 78,98 m  | 4.        |
| Szitás Imre    | Kalapácsvetés | 71,92 m   | 17.       | kiesett  | kiesett   |

| Versenyző   | Versenyszám | 100 m | 100 m | Távolugrás               | Távolugrás | Súlylökés | Súlylökés | Magasugrás | Magasugrás | 400 m   | 400 m   | 110 m gát | 110 m gát | Diszkoszvetés | Diszkoszvetés | Rúdugrás | Rúdugrás | Gerelyhajítás | Gerelyhajítás | 1500 m  | 1500 m  | Végeredmény | Végeredmény |
| Versenyző   | Versenyszám | Idő   | Pont  | Eredmény                 | Pont       | Eredmény  | Pont      | Eredmény   | Pont       | Idő     | Pont    | Idő       | Pont      | Eredmény      | Pont          | Eredmény | Pont     | Eredmény      | Pont          | Idő     | Pont    | Pont        | Helyezés    |
| ----------- | ----------- | ----- | ----- | ------------------------ | ---------- | --------- | --------- | ---------- | ---------- | ------- | ------- | --------- | --------- | ------------- | ------------- | -------- | -------- | ------------- | ------------- | ------- | ------- | ----------- | ----------- |
| Szabó Dezső | Tízpróba    | 11,06 | 847   | érvényes kísérlet nélkül | 0          | feladta   | feladta   | feladta    | feladta    | feladta | feladta | feladta   | feladta   | feladta       | feladta       | feladta  | feladta  | feladta       | feladta       | feladta | feladta | feladta     | feladta     |

### Női
| Versenyző                                           | Versenyszám     | Selejtező | Selejtező | Selejtező | Előfutam | Előfutam | Előfutam | Elődöntő | Elődöntő | Elődöntő | Döntő    | Döntő    |
| Versenyző                                           | Versenyszám     | Idő       | Hely.     | Össz.     | Idő      | Hely.    | Össz.    | Idő      | Hely.    | Össz.    | Idő      | Helyezés |
| --------------------------------------------------- | --------------- | --------- | --------- | --------- | -------- | -------- | -------- | -------- | -------- | -------- | -------- | -------- |
| Kozáry Ágnes                                        | 200 m           | 23,99     | 5.        | 21.       | 23,99    | 8.       | 20.      | kiesett. | kiesett. | kiesett. | kiesett. | kiesett. |
| Forgács Judit                                       | 400 m           | 53,24     | 4.        | 20.       | 53,79    | 7.       | 21.      | kiesett. | kiesett. | kiesett. | kiesett. | kiesett. |
| Ágoston Zita                                        | 10 000 m        |           |           |           | 33:07,19 | 20.      | 36.      |          |          |          | kiesett. | kiesett. |
| Molnár Edit Kozáry Ágnes Bátori Noémi Forgács Judit | 4 × 400 m       |           |           |           | 3:28,38  | 4.       | 7.       |          |          |          | 3:29,07  | 8.       |
| Rosza Mária                                         | 10 km gyaloglás |           |           |           |          |          |          |          |          |          | 45:00    | 13.      |
| Alföldi Andrea                                      | 10 km gyaloglás |           |           |           |          |          |          |          |          |          | 45:22    | 14.      |

| Versenyző      | Versenyszám   | Selejtező | Selejtező | Döntő    | Döntő    |
| Versenyző      | Versenyszám   | Eredmény  | Helyezés  | Eredmény | Helyezés |
| -------------- | ------------- | --------- | --------- | -------- | -------- |
| Kovács Judit   | Magasugrás    | 188 cm    |           | 190 cm   | 8.       |
| Hartai Katalin | Gerelyhajítás | 55,68 m   | 21.       | kiesett  | kiesett  |

| Versenyző    | Versenyszám | 100 m gát | 100 m gát | Magasugrás | Magasugrás | Súlylökés | Súlylökés | 200 m | 200 m | Távolugrás | Távolugrás | Gerelyhajítás | Gerelyhajítás | 800 m   | 800 m | Végeredmény | Végeredmény |
| Versenyző    | Versenyszám | Idő       | Pont      | Eredmény   | Pont       | Eredmény  | Pont      | Idő   | Pont  | Eredmény   | Pont       | Eredmény      | Pont          | Idő     | Pont  | Pont        | Helyezés    |
| ------------ | ----------- | --------- | --------- | ---------- | ---------- | --------- | --------- | ----- | ----- | ---------- | ---------- | ------------- | ------------- | ------- | ----- | ----------- | ----------- |
| Ináncsi Rita | Hétpróba    | 13,90     | 993       | 179 cm     | 966        | 14,48 m   | 826       | 25,06 | 881   | 627 cm     | 934        | 44,74 m       | 758           | 2:18,81 | 840   | 6198        | 11.         |